# Christy Mathewson
Christopher "Christy" Mathewson (12. august 1880 i Factoryville, Pennsylvania – 7. oktober 1925 i Saranac Lake, New York) var en professionel amerikansk baseballspiller, der betragtes som en af de bedste pitchers i baseballhistorien. Han var en af de fem første spillere, der blev valgt ind i Baseball Hall of Fame (sammen med Babe Ruth, Ty Cobb, Walter Johnson og Honus Wagner).
I 1999 opnåede han en 7. plads på en liste udarbejdet af The Sporting News over de 100 bedste spillere nogensinde, og baseballanalytikeren Bill James placerede ham som den syvendebedste pitcher i sin New Historical Baseball Abstract. Mathewson førte National League med hensyn til earned run average (ERA) fem gange, ligeledes fem gange mht. strikeouts og ni gange mht. strikeouts pr. walk. Han ligger nr. 3 på listen over flest wins i karrieren med 373.
Mathewson fik sin major league-debut i år 1900 for New York Giants. Med dem vandt han den såkaldte Triple Crown to gange. Hans spil i World Series i 1905, hvori han kastede tre hele kampe uden at lade modstanderholdet Philadelphia Athletics score, blev af ESPN kåret til den største slutspilspræstation i baseballhistorien. Desuden nåede Mathewson at pitche to no-hitters og vinde fem ligamesterskaber med Giants.
I 1916 blev Mathewson sendt til Cincinnati Reds i en byttehandel. Han pitchede en enkelt kamp for dem, hvorefter han fungerede som holdets træner de følgende tre sæsoner.
I forbindelse med 1. verdenskrig meldte Mathewson sig til den amerikanske hær. Under en træningsøvelse blev han ved et uheld gasset og udviklede tuberkulose som et resultat deraf. Denne sygdom tog livet af ham i 1925.
Mathewsons mest berømte pitch var hans "fade-away". Den blev tilsyneladende kastet ligesom en fastball, men mistede farten og droppede nedad, lige før den nåede home plate. I dag ville pitchet nok blive kaldt en screwball.
Af religiøse årsager pitchede Mathewson aldrig på søndage.